# Ahsan Manzil

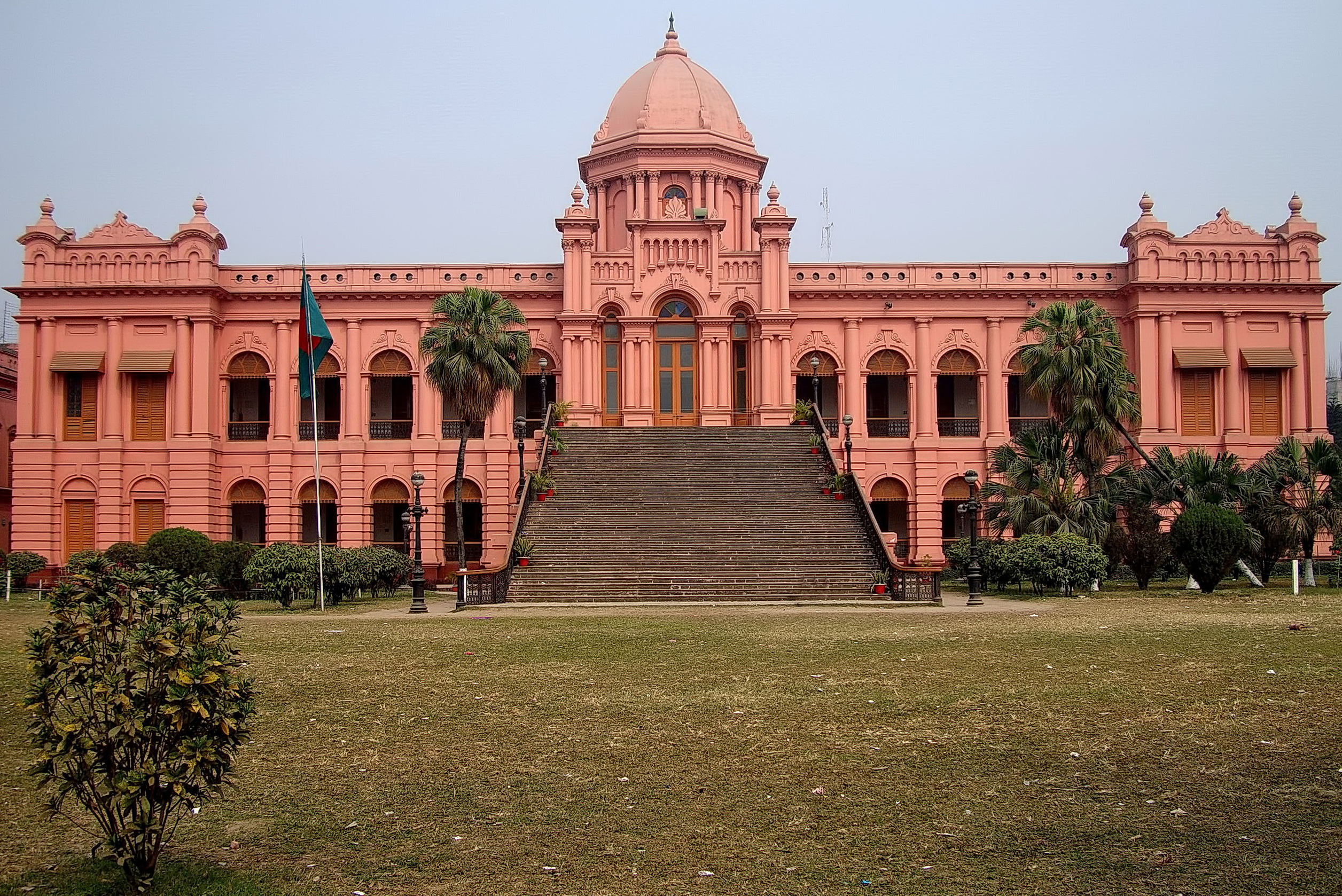
Ahsan Manzil

Ahsan Manzil (Bengalisch: আহসান মঞ্জিল, Āhsān Mañjil) ist die einstige Residenz des Nawabs von Dhaka.
Der rosafarbene Palast liegt am Fluss Buriganga und wird als Museum genutzt. Die Bauarbeiten wurden unter Nawab Khwaja Abdul Ghani 1859 aufgenommen und erst 1872 abgeschlossen. Abdul Ghani benannte den Prachtbau nach seinem Sohn Khwaja Ahsanullah.
1906 wurde im Ahsan Manzil die All India Muslim League (dtsch. Muslimliga) gegründet.